# 尹陵
尹陵，字如阜，湖廣安陸州京山縣人，軍籍，明朝政治人物。進士出身。

## 生平
早年出身國子生，湖廣鄉試第五十五名。成化十四年（1478年）戊戌科進士。官夏津县知县，升知府。

## 家族
曾祖尹務本。祖父尹傳道。父尹哲，曾任教授。